# Turniej o Złoty Kask 2019
Turniej o Złoty Kask 2019 – cykl zawodów żużlowych, organizowanych corocznie przez Polski Związek Motorowy. W sezonie 2019 rozegrano trzy turnieje eliminacyjne oraz finał, w którym zwyciężył Krzysztof Kasprzak.

## Finał
- Gdańsk, 11 października 2019
- Sędzia: Michał Sasień

| Msc. | Zawodnik             | Klub         | Pkt |             |  |
| ---- | -------------------- | ------------ | --- | ----------- |  |
| 1    | Krzysztof Kasprzak   | Gorzów Wlkp. | 15  | (3,3,3,3,3) |  |
| 2    | Jakub Jamróg         | Wrocław      | 13  | (3,3,2,3,2) |  |
| 3    | Piotr Protasiewicz   | Zielona Góra | 9   | (3,2,3,w,1) |  |
| 4    | Krystian Pieszczek   | Gdańsk       | 8+3 | (2,0,2,3,1) |  |
| 5    | Dominik Kubera       | Leszno       | 8+2 | (2,2,1,0,3) |  |
| 6    | Adrian Miedziński    | Częstochowa  | 8+w | (2,2,0,2,2) |  |
| 7    | Bartosz Smektała     | Leszno       | 7   | (0,3,1,0,3) |  |
| 8    | Patryk Dudek         | Zielona Góra | 7   | (1,0,3,1,2) |  |
| 9    | Szymon Woźniak       | Gorzów Wlkp. | 7   | (3,1,2,1,0) |  |
| 10   | Paweł Przedpełski    | Częstochowa  | 6   | (1,3,0,2,0) |  |
| 11   | Norbert Kościuch     | Toruń        | 6   | (0,1,3,1,1) |  |
| 12   | Tobiasz Musielak     | Łódź         | 6   | (1,1,1,3,0) |  |
| 13   | Krzysztof Buczkowski | Grudziądz    | 6   | (2,2,u,2,0) |  |
| 14   | Kacper Woryna        | Rybnik       | 6   | (1,1,0,2,2) |  |
| 15   | Janusz Kołodziej     | Leszno       | 5   | (0,0,1,1,3) |  |
| 16   | Kacper Gomólski      | Gdańsk       | 3   | (0,0,2,0,1) |  |
| 17   | Karol Żupiński       | Gdańsk       | ns  |             |  |

Bieg po biegu:
1. Jamróg, Pieszczek, Musielak, Smektała
2. Protasiewicz, Kubera, Dudek, Kołodziej
3. Kasprzak, Buczkowski, Przedpełski, Gomólski
4. Woźniak, Miedziński, Woryna, Kościuch
5. Kasprzak, Protasiewicz, Woźniak, Pieszczek
6. Przedpełski, Miedziński, Musielak, Kołodziej
7. Jamróg, Buczkowski, Woryna, Dudek
8. Smektała, Kubera, Kościuch, Gomólski
9. Kościuch, Pieszczek, Kołodziej, Buczkowski (d)
10. Protasiewicz, Gomólski, Musielak, Woryna
11. Kasprzak, Jamróg, Kubera, Miedziński
12. Dudek, Woźniak, Smektała, Przedpełski
13. Pieszczek, Miedziński, Dudek, Gomólski
14. Musielak, Buczkowski, Woźniak, Kubera
15. Jamróg, Przedpełski, Kościuch, Protasiewicz (w)
16. Kasprzak, Woryna, Kołodziej, Smektała
17. Kubera, Woryna, Pieszczek, Przedpełski
18. Kasprzak, Dudek, Kościuch, Musielak
19. Kołodziej, Jamróg, Gomólski, Woźniak
20. Smektała, Miedziński, Protasiewicz, Buczkowski
21. Bieg dodatkowy o 4. miejsce premiowane startem w eliminacjach Grand Prix 2020: Pieszczek, Kubera, Miedziński (w)